# Боскореале
Боскореале (італ. Boscoreale, сиц. Boscuriali) — муніципалітет в Італії, у регіоні Кампанія,  метрополійне місто Неаполь.
Боскореале розташоване на відстані близько 210 км на південний схід від Рима, 20 км на схід від Неаполя.
Населення — 28 350 осіб (2014).
Щорічний фестиваль відбувається 16 липня. Покровитель — Madonna del Carmine.

## Демографія
Населення за роками:

Станом на 1 січня 2023 року в муніципалітеті офіційно проживало 1012 іноземців з 41 країни, серед них 286 громадян країн Євросоюзу та 135 громадян України.

## Сусідні муніципалітети
- Боскотреказе
- Поджомарино
- Помпеї
- Скафаті
- Терциньйо
- Торре-Аннунціата